# Graile

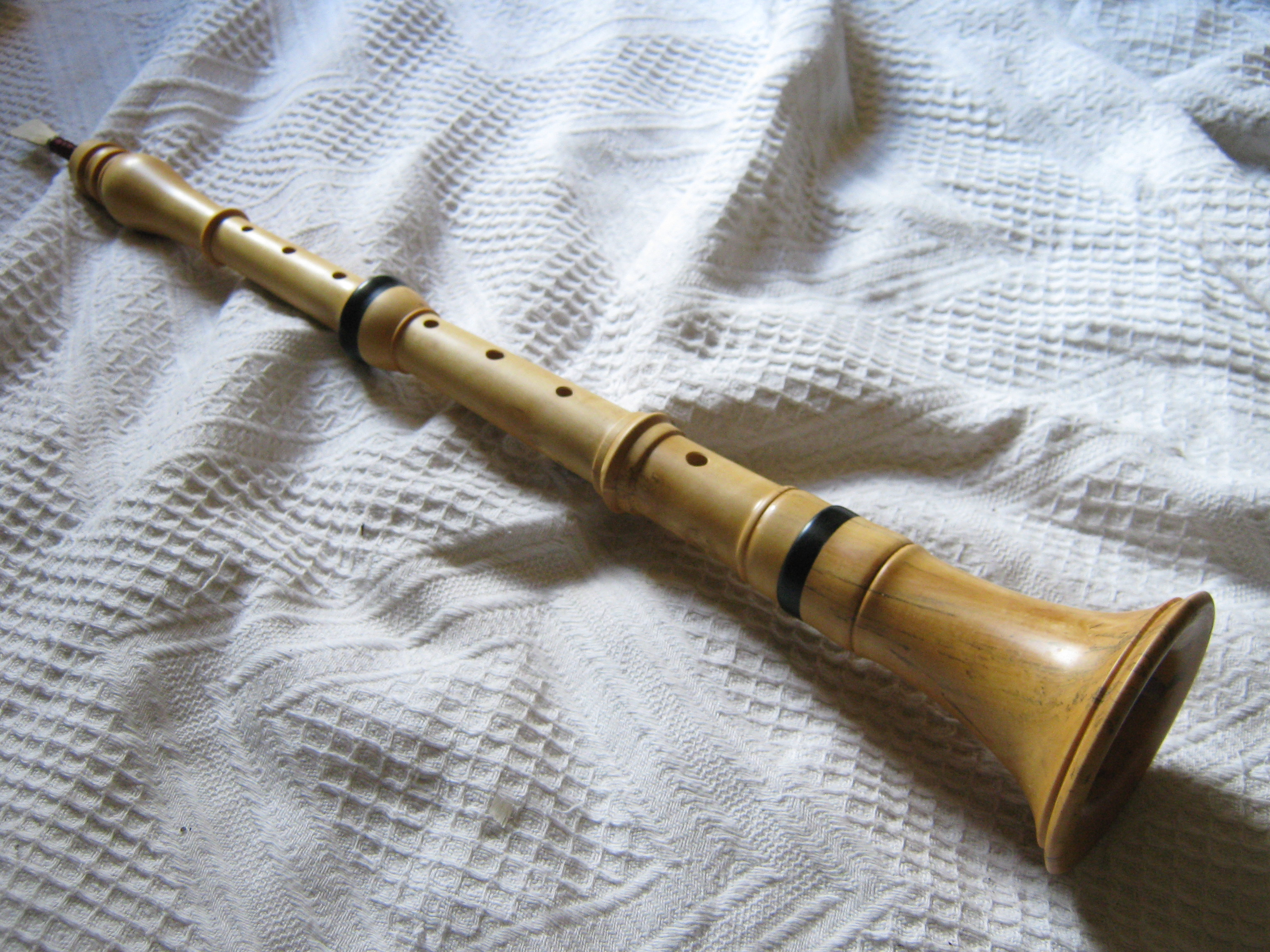
Ein Graile

Graile (okzitanisch, maskulin, mit Artikel lo graile, auch graulhe) ist eine im Gebiet der Monts de Lacaune (Département Tarn) verbreitete Schalmei (Kegeloboe).

## Bauform
Das Doppelrohrblattinstrument ist zwischen 47 und 53 cm lang. Das Schallrohr besteht meist aus drei Teilen. Es ist aus Buchs gedreht und hat eine konische Innenbohrung. Die Enden der Teilstücke sind mit charakteristischen Verstärkungen aus Horn eingefasst. Das obere Ende des Instruments läuft in eine tellerförmige Pirouette aus. Darin wird das Caramèla genannte Rohrblatt befestigt. Die Verbindung zwischen Mittelstück und Schalltrichter ist stark verdickt, der Schalltrichter ist weit geöffnet. Der Graile hat sieben Grifflöcher auf der Vorderseite. Das unterste kann nach rechts oder links versetzt sein, um  leichter greifbar zu sein.

## Herkunft
Das Instrument steht den Schalmeien nahe, aus denen sich in der Barockzeit die Oboe entwickelt hat. Schriftliche Zeugnisse für „Hautbois“ genannte Instrumente gibt es im Verbreitungsgebiet des Graile aus dem 18. Jahrhundert. Erhaltene Exemplare stammen aus der zweiten Hälfte des 19. und vom Anfang des 20. Jahrhunderts. Bis zum Beginn des Ersten Weltkriegs wurde das Instrument zur Begleitung von Tanz und Hochzeiten in der genannten Region hoch geschätzt, aber danach von anderen Blasinstrumenten und vom Akkordeon verdrängt. Seit den 1980er Jahren wurde es wieder belebt.

## Terminologie
Das Wort Graile ist verwandt mit dem katalanischen Gralla. Beides geht vermutlich auf spätlateinisch gracula zurück, das von lateinisch graculus „Dohle“ stammt, und würde sich damit auf den „krächzenden“ Klang der Doppelrohrblattinstrumente beziehen.
Graile bezeichnet auch die Melodiepfeife der in der Montagne Noire verbreiteten Sackpfeife, die Bodega oder Craba genannt wird.

## Verwandte Instrumente
Der Graile ist verwandt mit traditionellen Schalmeien in benachbarten Verbreitungsgebieten: Dem Hautbois du Languedoc (Autbòi bzw. Aboès) und der Tarota, ebenso gibt es Gemeinsamkeiten mit Bombarde und Ciaramella und den orientalischen Kegeloboen. Eine weitere okzitanische Schalmei ist der Clarin.